# Exochus angularis
Exochus angularis là một loài tò vò trong họ Ichneumonidae.